# Olga Krishtop
Olga Krishtop, en russe Ольга Криштоп (née le 8 octobre 1957 à Novossibirsk) est une athlète représentant l'URSS puis la Russie à la dissolution de la première lors de compétitions mondiales ; elle était spécialiste de la marche athlétique.

## Palmarès
| Date                    | Compétition                    | Lieu         | Épreuves             | Résultat | Performance |
| ----------------------- | ------------------------------ | ------------ | -------------------- | -------- | ----------- |
| 28 et 29 septembre 1987 | Coupe du monde de marche       | Saint John's | 10 kilomètres marche | 3e       | 46 min 24 s |
| 6 et 8 mars 1987        | Championnats du monde en salle | Indianapolis | 3 000 mètres marche  | 1re      | 12 min 06 s |
| 2 et 3 mai 1987         | Coupe du monde de marche       | New York     | 10 kilomètres marche | 1re      | 43 min 22 s |
| 28 et 6 septembre 1987  | Championnats du monde          | Rome         | 10 kilomètres marche | DSQ      | DSQ         |

## Records
| Épreuve             | Performance    | Lieu         | Date             |
| ------------------- | -------------- | ------------ | ---------------- |
| 3 000 mètres marche | 12 min 05 s 49 | Indianapolis | 6 au 8 mars 1987 |